# Vladica Brdarovski
Vladica Brdarovski  (cirill betűkkel: Владица Брдаровски; Bitola, 1990. február 7. –) macedón válogatott labdarúgó.

## Pályafutása

### Klubcsapatokban
Brdarovski pályafutását szülővárosában, a Pelister csapatában kezdte, 2011 januárjában csatlakozott a Rabotnicskihez. Ugyanebben a hónapban megkapta a MacedonianFootball.com internetes portáltól a 2010–11-es első félszezon legjobb fiatal játékosának járó díjat.
2013. augusztus 1-jén tért vissza első klubjához, az FK Pelisterhez. 2015-ben a Győri ETO együttesét erősítette. 2015 és 2020 között a Vardarban játszott, 109 bajnoki mérkőzésen 5 gólt szerzett. Háromszor bajnoki címet (2015–16, 2016–17, 2019–20) szerzett.

### A válogatottban
2010–12-ben az észak-macedón U21-es válogatottban játszott.
Az észak-macedón válogatott A-csapatában 2012. december 14-én mutatkozott be a Lengyelország elleni barátságos mérkőzésen (a kínai Aksu városában játszották, Észak-Macedónia 1–4-re elvesztette a találkozót). Összesen 7 válogatott összecsapáson szerepelt. Az utolsó meccse 2015-ben a novemberi Libanon elleni barátságos mérkőzés volt. Hét év után, 2022-ben azonban újra bekerült a válogatottba, október 22-én 90 percet játszott Szaúd-Arábia elleni felkészülési találkozón.

### Mérkőzései a macedón válogatottban
| #  | Dátum               | Ellenfél         | Eredmény | Kiírás              | Esemény |
| -- | ------------------- | ---------------- | -------- | ------------------- | ------- |
| 1. | 2012. december 14.  | Lengyelország    | 1 – 4    | barátságos mérkőzés | 83'     |
| 2. | 2014. június 18.    | Kína             | 0 – 2    | barátságos mérkőzés | 46'     |
| 3. | 2015. szeptember 8. | Spanyolország    | 0 – 1    | Eb-selejtező        |         |
| 4. | 2015. október 9.    | Ukrajna          | 0 – 2    | Eb-selejtező        | 46'     |
| 5. | 2015. október 12.   | Fehéroroszország | 0 – 0    | Eb-selejtező        | 73'     |
| 6. | 2015. november 12.  | Montenegró       | 4 – 1    | barátságos mérkőzés | 72'     |
| 7. | 2015. november 17.  | Libanon          | 0 – 1    | barátságos mérkőzés | 71'     |
| 8. | 2022. október 22.   | Szaúd-Arábia     | 0 – 1    | barátságos mérkőzés |         |

## Sikerei, díjai

### Klubcsapatokkal
Vardar
- Macedón liga (3): 2015–16, 2016–17, 2019–20
- Macedón szuperkupa (1): 2015

 Shkupi
- Macedón liga (1): 2021–22

## Fordítás
- Ez a szócikk részben vagy egészben  a   Vladica Brdarovski című angol Wikipédia-szócikk ezen változatának fordításán alapul.  Az eredeti cikk szerkesztőit annak laptörténete sorolja fel. Ez a jelzés csupán a megfogalmazás eredetét és a szerzői jogokat jelzi, nem szolgál a cikkben szereplő információk forrásmegjelöléseként.